# Thủy điện Chiềng Ngàm Thượng
Thủy điện Chiềng Ngàm Thượng là thủy điện xây dựng trên dòng suối Muội trên vùng đất bản Sẳng xã Chiềng Ngàm huyện Thuận Châu tỉnh Sơn La, Việt Nam .
Thủy điện Chiềng Ngàm Thượng có công suất lắp máy 10 MW với 2 tổ máy, sản lượng điện hàng năm 41 KWh, khởi công tháng 1/2011 , hoàn thành tháng 9/2012 
Hồ nước của thủy điện ở suối Muội xã Tông Cọ, với hầm dẫn dòng xuyên núi dài 1,8 km.